# Campionati del mondo di ciclocross 2018 - Gara maschile Under-23
La ventitreesima edizione della gara maschile Under-23 dei Campionati del mondo di ciclocross 2018 si svolse il 4 febbraio 2018 con partenza ed arrivo da Valkenburg nei Paesi Bassi, su un percorso iniziale di 100 mt più un circuito di 2,9 km da ripetere 5 volte per un totale di 14,6 km. La vittoria fu appannaggio del belga Eli Iserbyt, il quale terminò la gara in 50'54", alla media di 17,207 km/h, precedendo l'olandese Joris Nieuwenhuis e il francese Yan Gras terzo.
I corridori che presero il via furono 61 provenienti da 20 nazionalità, mentre coloro che tagliarono il traguardo furono 59.

## Squadre partecipanti
| N.    | Cod. | Squadra     |
| ----- | ---- | ----------- |
| 1-6   | NLD  | Paesi Bassi |
| 8-13  | BEL  | Belgio      |
| 16-20 | FRA  | Francia     |
| 21-24 | ITA  | Italia      |
| 29-34 | USA  | Stati Uniti |
| 35-38 | SUI  | Svizzera    |
| 39-40 | GER  | Germania    |
| 42-44 | DNK  | Danimarca   |
| 45-48 | CZE  | Cechia      |
| 49-51 | ESP  | Spagna      |

| N.    | Cod. | Squadra       |
| ----- | ---- | ------------- |
| 52-53 | SVK  | Slovacchia    |
| 54    | LUX  | Lussemburgo   |
| 56-57 | POL  | Polonia       |
| 58-60 | GBR  | Gran Bretagna |
| 61    | SWE  | Svezia        |
| 62    | CAN  | Canada        |
| 63-66 | AUS  | Australia     |
| 67    | JPN  | Giappone      |
| 68    | ISL  | Islanda       |
| 69    | IRL  | Irlanda       |

## Classifica (Top 10)
| Pos. | Corridore         | Squadra     | Tempo   |
| ---- | ----------------- | ----------- | ------- |
| 1    | Eli Iserbyt       | Belgio      | 50'54"  |
| 2    | Joris Nieuwenhuis | Paesi Bassi | a 28"   |
| 3    | Yan Gras          | Francia     | a 35"   |
| 4    | Adam Ťoupalík     | Rep. Ceca   | a 1'25" |
| 5    | Thijs Aerts       | Belgio      | a 1'44" |
| 6    | Antoine Benoist   | Francia     | a 1'55" |
| 7    | Sieben Wouters    | Paesi Bassi | a 2'25" |
| 8    | Jakob Dorigoni    | Italia      | a 2'56" |
| 9    | Gage Hecht        | Stati Uniti | a 3'04" |
| 10   | Timo Kielich      | Belgio      | a 3'11" |